# Maeda Toshiie
Pour les articles homonymes, voir Maeda.
Maeda Toshiie est un nom japonais traditionnel ; le nom de famille (ou le nom d'école), Maeda, précède donc le prénom (ou le nom d'artiste).
Maeda Toshiie (前田 利家, né le 15 janvier 1538 ou 1539 au village d'Arako au Japon et mort le 27 avril 1599) est un des principaux généraux de Nobunaga Oda à la fin de l'époque Sengoku.
Son père est Toshimasa Maeda. Il est le quatrième de sept frères. Enfant, on l'appelle « Inuchiyo » (犬千代) mais il est plus connu sous le nom de « Yari no Mataza » (槍の又左), Mataza étant son nom usuel. Son arme préférée est un yari. Son plus haut titre est dainagon.

## Biographie

### Enfance

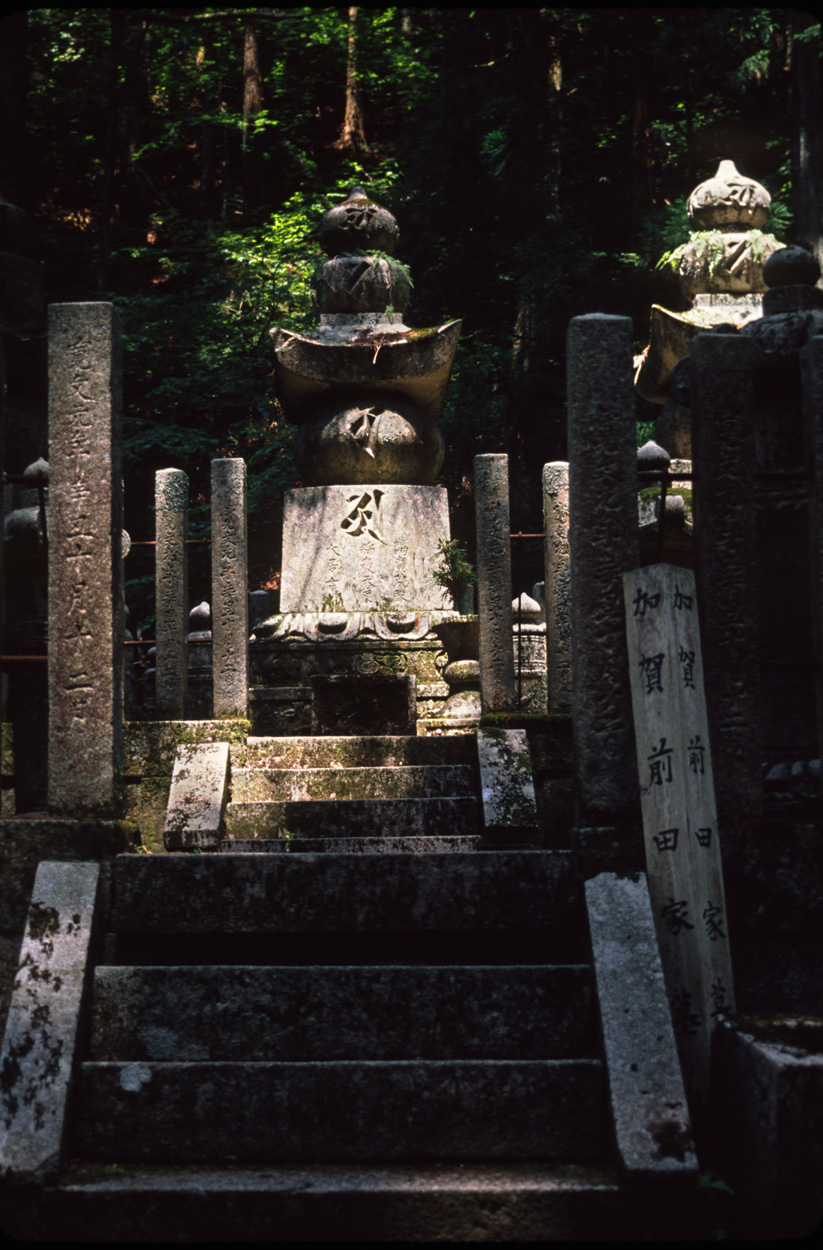
Tombe du clan Maeda au mont Kôya.

Né dans la province d'Owari, il a servi Nobunaga Oda pendant son enfance et sa fidélité a été récompensée en étant laissé seul à la tête du clan Maeda (profitant des échecs militaires de ses trois frères). Comme Nobunaga, Toshiie était très excentrique et habituellement revêtu d'un habit exotique de kabuki-mono. Hideyoshi Hashiba fut surnommé Saru (猴, « singe ») et lui-même Inu (犬, « chien ») par Nobunaga, en raison d'une croyance disant que les chiens et les singes ne peuvent pas se supporter. En effet, Toshiie était sévère et droit contrairement à Hideyoshi, qui, lui, était facile à vivre et comique.

### Vie militaire
Toshiie a commencé sa carrière militaire en tant que capitaine d'infanterie (足軽大将) au sein de l'armée de Nobunaga Oda et connut une ascension sociale rapide. Il combattit lors de la bataille de Hokuriku pour Katsuie Shibata. Sous les ordres de Nobunaga Oda, il eut son heure de gloire pendant la bataille de Nagashino en 1575 et reçut en récompense la province de Kanazawa et devint ainsi daimyo. Après l'assassinat de Nobunaga Oda par Mitsuhide Akechi, Toshiie combattit Katsuie Shibata sous le commandement de Hideyoshi Hashiba.

## Famille
L'épouse de Toshiie, Maeda Matsu, a aussi été responsable de la montée en puissance du clan Maeda. Après la mort de Toshiie, elle assura la sûreté du clan après l'année 1600. Elle alla même jusqu'à se rendre otage au château du nouveau shogun, Ieyasu Tokugawa, qu'elle détesta toute sa vie.